# Sibingke
Sibingke is een bestuurslaag in het regentschap Tapanuli Utara van de provincie Noord-Sumatra, Indonesië. Sibingke telt 1028 inwoners (volkstelling 2010).